# John Jakopin
John Jakopin (* 16. Mai 1975 in Toronto, Ontario) ist ein ehemaliger kanadischer Eishockeyspieler, der im Verlauf seiner aktiven Karriere zwischen 1993 und 2004 unter anderem 113 Spiele für die Florida Panthers, Pittsburgh Penguins und San Jose Sharks in der National Hockey League (NHL) auf der Position des Verteidigers bestritten hat. Darüber hinaus absolvierte Jakopin weitere 260 Partien in der American Hockey League (AHL).

## Karriere
Jakopin spielte zunächst vier Jahre von 1993 bis 1997 am Merrimack College in den Ligen der National Collegiate Athletic Association (NCAA), bevor er noch während der Saison 1996/97 drei Spiele für die Adirondack Red Wings in der American Hockey League (AHL) bestritt. Diese waren das Farmteam der Detroit Red Wings, die ihn im NHL Entry Draft 1993 in der vierten Runde an 97. Position ausgewählt hatten.
Zur Saison 1997/98 nahmen ihn dann die Florida Panthers aus der National Hockey League (NHL) unter Vertrag, für die er bis zum Ende der Saison 2000/01 in 82 Spielen auflief. Hauptsächlich spielte er während seiner Zeit bei den Panthers bei deren Farmteams, Beast of New Haven und Louisville Panthers, in der AHL. Dort erhielt er gleich in seiner ersten Saison 1997/98 den Yanick Dupré Memorial Award für den gesellschaftlich engagiertesten Spieler der gesamten Liga. Große Teile der Spielzeit 1999/00 verpasste er wegen einer Leistenverletzung.
Im Oktober 2001 wechselte Jakopin zu den Pittsburgh Penguins, die ihn von der Waiver-Liste ausgewählt hatten. Dort lief er sowohl für das NHL-Team, als auch deren AHL-Farmteam, die Wilkes-Barre/Scranton Penguins, auf. Nach nur einem Jahr in Pittsburgh unterschrieb der Kanadier im Sommer 2002 als Free Agent einen Einjahresvertrag bei den San Jose Sharks, wo er wegen einer Gehirnerschütterung wiederum lange Zeit ausfiel. Als der Vertrag im Sommer 2003 ausgelaufen war, unterschrieb der Verteidiger bei den New York Rangers. Für diese bestritt er jedoch niemals ein NHL-Spiel, sondern spielte lediglich für das Hartford Wolf Pack in der AHL. Im März 2004 liehen ihn diese bis zum Saisonende an den Ligakonkurrenten Binghamton Senators aus.
Jakopin wechselte nach der enttäuschenden Saison nach Slowenien zum HDD Olimpija Ljubljana. Dort beendete er im Dezember 2004 nach der fünften Gehirnerschütterung seine Karriere im Alter von 29 Jahren frühzeitig.

## Erfolge und Auszeichnungen
- 1998 Yanick Dupré Memorial Award

## Karrierestatistik
(Legende zur Spielerstatistik: Sp oder GP = absolvierte Spiele; T oder G = erzielte Tore; V oder A = erzielte Assists; Pkt oder Pts = erzielte Scorerpunkte; SM oder PIM = erhaltene Strafminuten; +/− = Plus/Minus-Bilanz; PP = erzielte Überzahltore; SH = erzielte Unterzahltore; GW = erzielte Siegtore; 1 Play-downs/Relegation; Kursiv: Statistik nicht vollständig)